# WFDC3
WFDC3 (англ. WAP four-disulfide core domain 3) – білок, який кодується однойменним геном, розташованим у людей на довгому плечі 20-ї хромосоми. Довжина поліпептидного ланцюга білка становить 231 амінокислот, а молекулярна маса — 24 687.
| 10         |  | 20         |  | 30         |  | 40         |  | 50         |
| ---------- |  | ---------- |  | ---------- |  | ---------- |  | ---------- |
| MMLSCLFLLK |  | ALLALGSLES |  | WITAGEHAKE |  | GECPPHKNPC |  | KELCQGDELC |
| PAEQKCCTTG |  | CGRICRDIPK |  | GRKRDCPRVI |  | RKQSCLKRCI |  | TDETCPGVKK |
| CCTLGCNKSC |  | VVPISKQKLA |  | EFGGECPADP |  | LPCEELCDGD |  | ASCPQGHKCC |
| STGCGRTCLG |  | DIEGGRGGDC |  | PKVLVGLCIV |  | GCVMDENCQA |  | GEKCCKSGCG |
| RFCVPPVLPP |  | KLTMNPNWTV |  | RSDSELEIPV |  | P          |  |            |

A: Аланін

C: Цистеїн

D: Аспарагінова кислота

E: Глутамінова кислота

F: Фенілаланін

G: Гліцин

H: Гістидин

I: Ізолейцин

K: Лізин

L: Лейцин

M: Метіонін

N: Аспарагін

P: Пролін

Q: Глутамін

R: Аргінін

S: Серин

T: Треонін

V: Валін

Кодований геном білок за функціями належить до інгібіторів протеаз, інгібіторів серинових протеаз. 
Секретований назовні.